# Patrik Svensson (politiker)
Sven Patrik Svensson, född 12 oktober 1895 i Alingsås, död 17 juli 1960 i Alingsås, var en svensk socialdemokratisk politiker. Föräldrar var Sven August Andreasson, född 1850 i Alingsås och Albertina, född Börjesdotter 1853 i Töllsjö i Älvsborgs län.
Svensson var riksdagsledamot i andra kammaren 1941–1960 och talman i samma kammare 1958–1960. Han var riksgäldsfullmäktig sedan 1957.